# Ligue majeure de baseball 1903
Navigation
1902 1904
La Ligue majeure de baseball 1903 est marquée par le rapprochement entre la Ligue américaine et la Ligue nationale. Les champions de ces deux ligues s'affrontent pour la première fois en fin de saison pour désigner le champion national. Ce sont les Séries mondiales (World Series). Champions de la Ligue américaine, les Americans de Boston rencontrent ainsi les Pirates de Pittsburgh, champions de la Ligue nationale entre le 1er et le 8 octobre. La série se dispute en neuf matchs maximum, mais huit sont seulement nécessaires : Boston s'impose par cinq victoires à trois.

## Saison régulière

### Classements de la saison régulière
Légende : V : victoires, D : défaites, % : pourcentage de victoires, GB : games behind ou retard (en matchs) sur la première place.
|     | Ligue américaine          | V  | D  | %    | GB   |
| --- | ------------------------- | -- | -- | ---- | ---- |
| 1er | Americans de Boston       | 91 | 47 | .659 | --   |
| 2e  | Athletics de Philadelphie | 75 | 60 | .556 | 14.5 |
| 3e  | Naps de Cleveland         | 77 | 63 | .550 | 15.0 |
| 4e  | Highlanders de New York   | 72 | 62 | .537 | 17.0 |
| 5e  | Tigers de Detroit         | 65 | 71 | .478 | 25.0 |
| 6e  | Browns de Saint-Louis     | 65 | 74 | .468 | 26.5 |
| 7e  | White Sox de Chicago      | 60 | 77 | .438 | 30.5 |
| 8e  | Senators de Washington    | 43 | 94 | .314 | 47.5 |

|     | Ligue nationale          | V  | D  | %    | GB   |
| --- | ------------------------ | -- | -- | ---- | ---- |
| 1er | Pirates de Pittsburgh    | 91 | 49 | .650 | --   |
| 2e  | Giants de New York       | 84 | 55 | .604 | 6.5  |
| 3e  | Cubs de Chicago          | 82 | 56 | .594 | 8.0  |
| 4e  | Reds de Cincinnati       | 74 | 65 | .532 | 16.5 |
| 5e  | Superbas de Brooklyn     | 70 | 66 | .515 | 19.0 |
| 6e  | Beaneaters de Boston     | 58 | 80 | .420 | 32.0 |
| 7e  | Phillies de Philadelphie | 49 | 86 | .363 | 39.5 |
| 8e  | Cardinals de Saint-Louis | 43 | 94 | .314 | 46.5 |

### Statistiques individuelles en saison régulière

#### Frappeur

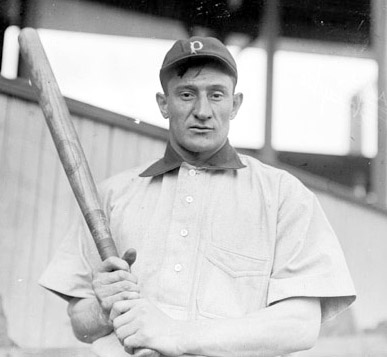
Honus Wagner : 0,355 au bâton en 1903

| Statistique              | Joueur                      | Equipe           |
| ------------------------ | --------------------------- | ---------------- |
| Moyenne au bâton : 0,355 | Honus Wagner                | Pirates          |
| Passage au bâton : 613   | Ginger Beaumont             | Pirates          |
| Points : 137             | Ginger Beaumont             | Pirates          |
| Coups sûrs : 209         | Ginger Beaumont             | Pirates          |
| Doubles : 45             | Socks Seybold               | Athletics        |
| Triples : 25             | Sam Crawford                | Tigers           |
| Coups de circuit : 13    | Buck Freeman                | Americans        |
| Points produits : 104    | Buck Freeman Sam Mertes     | Americans Giants |
| Buts-sur-balles : 107    | Roy Thomas                  | Athletics        |
| Buts volés : 67          | Frank Chance Jimmy Sheckard | Cubs Superbras   |

#### Lanceur

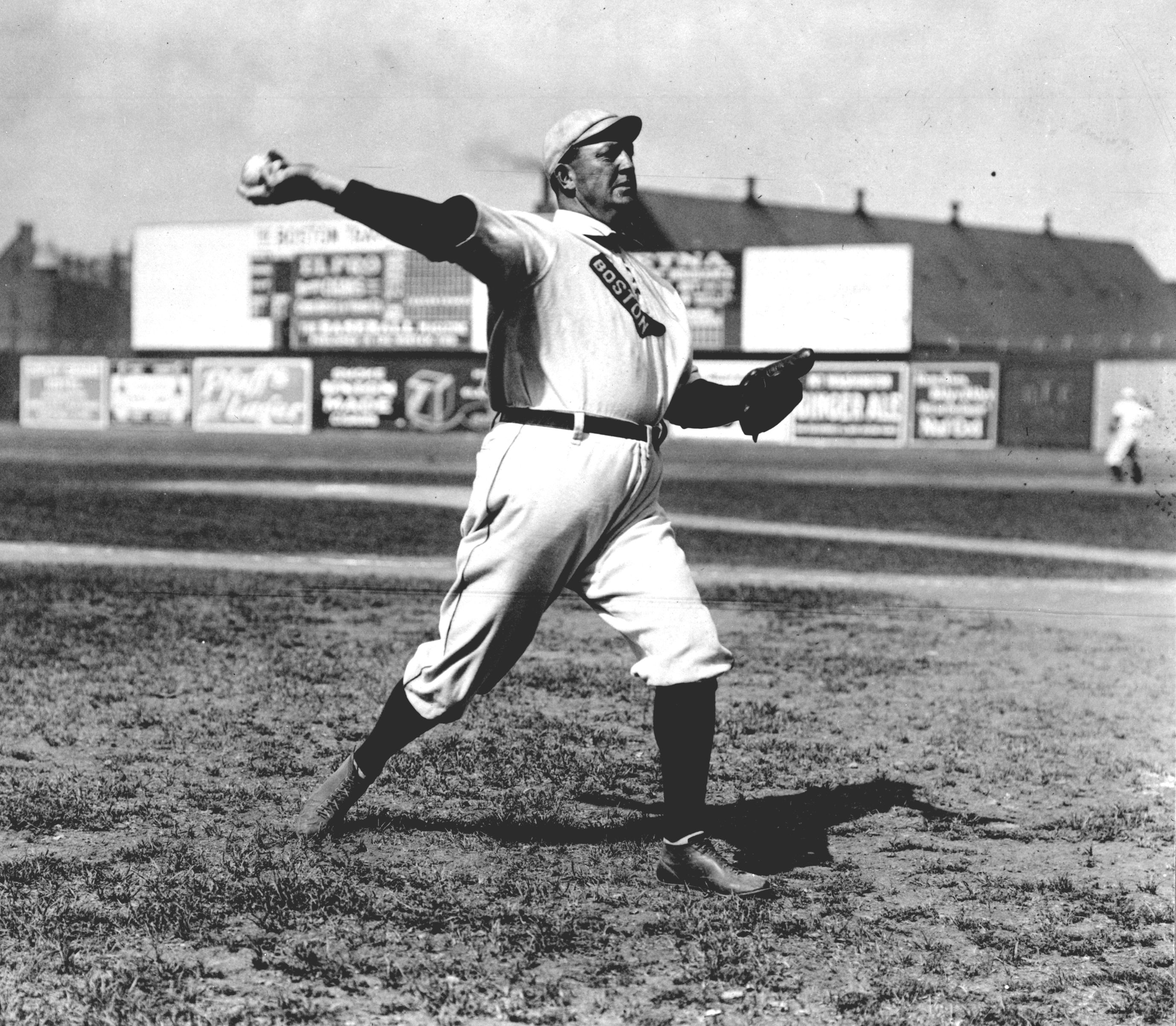
Cy Young : 28 victoires pour 9 défaites en 1903

| Statistique                      | Joueur                      | Équipe            |
| -------------------------------- | --------------------------- | ----------------- |
| Moyenne de points mérités : 1,74 | Earl Moore                  | Naps              |
| Victoires : 31                   | Joe McGinnity               | Giants            |
| Matchs complets : 44             | Joe McGinnity               | Giants            |
| Blanchissages : 7                | Cy Young Sam Leever         | Americans Pirates |
| Manches lancées : 434            | Joe McGinnity               | Giants            |
| Retraits sur des prises : 302    | Rube Waddell                | Athletics         |
| Sauvetages : 3                   | Carl Lundgren Roscoe Miller | Cubs Giants       |

### Affluences
|     | Ligue américaine          | Spectateurs | Moyenne |
| --- | ------------------------- | ----------- | ------- |
| 1er | Athletics de Philadelphie | 422 473     | 6306    |
| 2e  | Browns de Saint-Louis     | 380 405     | 5434    |
| 3e  | Americans de Boston       | 379 338     | 5419    |
| 4e  | Naps de Cleveland         | 311 280     | 4206    |
| 5e  | White Sox de Chicago      | 286 183     | 4088    |
| 6e  | Tigers de Detroit         | 224 523     | 3454    |
| 7e  | Highlanders de New York   | 211 808     | 3161    |
| 8e  | Senators de Washington    | 128 878     | 1815    |

|     | Ligue nationale          | Spectateurs | Moyenne |
| --- | ------------------------ | ----------- | ------- |
| 1er | Giants de New York       | 579 530     | 8279    |
| 2e  | Cubs de Chicago          | 386 205     | 5290    |
| 3e  | Pirates de Pittsburgh    | 326 855     | 4669    |
| 4e  | Reds de Cincinnati       | 351 680     | 4627    |
| 5e  | Cardinals de Saint-Louis | 226 538     | 3283    |
| 6e  | Superbas de Brooklyn     | 224 670     | 3078    |
| 7e  | Phillies de Philadelphie | 151 729     | 2487    |
| 8e  | Beaneaters de Boston     | 143 155     | 2105    |

## Série mondiale 1903
| Match | Score                                               | Date        | Stade                                      | Affluence |
| ----- | --------------------------------------------------- | ----------- | ------------------------------------------ | --------- |
| 1     | Pirates de Pittsburgh - 7, Americans de Boston - 3  | 1er octobre | Huntington Avenue Baseball Grounds, Boston | 16 242    |
| 2     | Pirates de Pittsburgh - 0, Americans de Boston - 3  | 2 octobre   | Huntington Avenue Baseball Grounds, Boston | 9 415     |
| 3     | Pirates de Pittsburgh - 4, Americans de Boston - 2  | 3 octobre   | Huntington Avenue Baseball Grounds, Boston | 18 801    |
| 4     | Americans de Boston - 4, Pirates de Pittsburgh - 5  | 4 octobre   | Exposition Park III, Pittsburgh            | 7 600     |
| 5     | Americans de Boston - 11, Pirates de Pittsburgh - 2 | 5 octobre   | Exposition Park III, Pittsburgh            | 12 322    |
| 6     | Americans de Boston - 6, Pirates de Pittsburgh - 3  | 6 octobre   | Exposition Park III, Pittsburgh            | 11 556    |
| 7     | Americans de Boston - 7, Pirates de Pittsburgh - 3  | 7 octobre   | Exposition Park III, Pittsburgh            | 17 038    |
| 8     | Pirates de Pittsburgh - 0, Americans de Boston - 3  | 8 octobre   | Huntington Avenue Baseball Grounds, Boston | 7 455     |